# Xanthoria poeltii
Xanthoria poeltii är en lavart som beskrevs av S.Y.Kond. och Ingvar Kärnefelt. Xanthoria poeltii ingår i släktet vägglavar, och familjen Teloschistaceae. Arten är reproducerande i Sverige.